# Ardèche
Ardèche là một tỉnh của Pháp, thuộc vùng hành chính Auvergne-Rhône-Alpes, tỉnh lỵ Privas, bao gồm 3 quận với các quận lỵ còn lại là: Largentière, Tournon-sur-Rhône.